# Standard-Additionsverfahren
Das Standard-Additionsverfahren bzw. die Standardzumischmethode ist in der Analytischen Chemie eine Möglichkeit zur Erstellung einer Kalibrierung bei quantitativen Bestimmungen. Der Name bezieht sich auf das Hinzufügen eines Standards (bzw. Analyten) zur Analysenprobe.
In der Regel wird zur Kalibrierung eine Kalibrierfunktion ermittelt. Dafür wird oft eine Verdünnungsreihe mit unterschiedlichen, bekannten Analyt-Konzentrationen aus einer Standardlösung hergestellt. Die Messgröße des Analyseverfahrens wird gegen die bekannten Konzentrationen aufgetragen, man erhält die Kalibrierfunktion durch Regressionsanalyse der Datenpaare. In den folgenden Probemessungen kann die unbekannte Analytkonzentration mit der Kalibrierfunktion berechnet werden.
Beim Standard-Additionsverfahren hingegen wird einer Probe mehrmals eine ansteigende Menge Analyt hinzugefügt und die Messgröße des Verfahrens nach jeder Zugabe bestimmt. Dabei wird der Zuwachs des Analytsignals bestimmt. Durch lineare Regression kann die Konzentration des Analyten in der ursprünglichen Probe berechnet werden. Die Kalibrierfunktion wird also aus der Probe erzeugt, durch Hinzufügen von Analyt (spiken). Im optimalen Fall sollte der hinzugefügte Anteil des Analyten in der gleichen Größenordnung sein wie die Konzentration des Analyten in der ursprünglichen Probe, was eine gewisse Vorkenntnis des Probengehalts erfordert.
Mit dem Standard-Additionsverfahren können instrumentelle Fehler und Interferenzen minimiert werden, vor allem bei Messungen in niedrigen Konzentrationsbereichen (Spurenanalytik, Untersuchungen von Wiederfindungsraten zur Methodenvalidierung). Das Standard-Additionsverfahren ist dann vorteilhaft, wenn das Analytsignal durch den Matrixeffekt stark beeinflusst wird. Dann müssten für die normale Kalibrierung matrixangepasste Kalibrierstandards zur Verfügung stehen, was meist nicht möglich ist. Auch das Verfahren des internen Standards ist für komplexe Probenmatrices nur begrenzt geeignet. 
Die Methode der Standardaddition erfordert ein lineares Ansprechverhalten der analytischen Methode und die exakte Dosierbarkeit des Analyten als Standardzusatz. Der Vorteil der Standardaddition ist, dass Matrixeffekte korrigiert werden können. Nachteile sind der höhere Arbeitsaufwand und mögliche Probleme beim Überschreiten des linearen Bereichs der analytischen Methode. 